# Eoophyla
Eoophyla is een geslacht van vlinders van de familie van de grasmotten (Crambidae), uit de onderfamilie van de Acentropinae. De wetenschappelijke naam en de beschrijving van dit geslacht zijn voor het eerst gepubliceerd in 1900 door Charles Swinhoe.

## Soorten
- Eoophyla abstrusa Li, You & Wang, 2003
- Eoophyla accra (Strand, 1912)
- Eoophyla acroperalis (Hampson, 1897)
- Eoophyla adjunctalis (Snellen, 1895)
- Eoophyla angustalis (Sauber, 1899)
- Eoophyla argenteopicta (Hampson, 1917)
- Eoophyla argentimaculalis (Hampson, 1917)
- Eoophyla argyrilinale (Hampson, 1897)
- Eoophyla argyropis (Meyrick, 1894)
- Eoophyla argyrotoxalis (Pagenstecher, 1886)
- Eoophyla assegaia Mey, 2011
- Eoophyla aurantipennis (Hampson, 1917)
- Eoophyla aureolalis (Snellen, 1876)
- Eoophyla basilissa (Meyrick, 189)4
- Eoophyla becki Mey, 2009
- Eoophyla belladotae Agassiz, 2012
- Eoophyla bicolensis Speidel, 2003
- Eoophyla bipunctalis (Walker, 1866)
- Eoophyla boernickei Mey, 2006
- Eoophyla brunnealis (Hampson, 1897)
- Eoophyla callilithalis Speidel, 2003
- Eoophyla cameroonensis Agassiz, 2012
- Eoophyla candidalis (Pagenstecher, 1886)
- Eoophyla capensis (Hampson, 1906)
- Eoophyla carcassoni Agassiz, 2012
- Eoophyla ceratucha (Meyrick, 1894)
- Eoophyla cernyi Speidel, 2003
- Eoophyla cervinalis (Hampson, 1897)
- Eoophyla cervinalis Speidel, 2003
- Eoophyla chrysoxantha (Hampson, 1917)
- Eoophyla ciliensis Chen & Wu, 2019
- Eoophyla citrialis Agassiz, 2012
- Eoophyla clarusa Chen & Wu, 2019
- Eoophyla clasnaumanni Speidel & Mey, 2005
- Eoophyla cocos Mey, 2009
- Eoophyla colonialis (Guenée, 1854)
- Eoophyla coniferalis (Hampson, 1917)
- Eoophyla conjunctalis (Wileman & South, 1917)
- Eoophyla continentalis Jaenicke & Mey, 2011
- Eoophyla corniculata Jaenicke & Mey, 2011
- Eoophyla costifascialis (Hampson, 1917)
- Eoophyla crassicornalis (Guenée, 1854)
- Eoophyla cyclozonalis (Hampson, 1906)
- Eoophyla dendrophila Speidel, Mey & Schulze, 2002
- Eoophyla dentisigna Agassiz, 2012
- Eoophyla diopsalis (Hampson, 1897)
- Eoophyla discalis (Hampson, 1906)
- Eoophyla distributa (T. P. Lucas, 1898)
- Eoophyla dolichoplagia (Hampson, 1917)
- Eoophyla dominalis (Walker, 1866)
- Eoophyla dominulalis (Walker, 1866)
- Eoophyla ectopalis (Hampson, 1906)
- Eoophyla euprepialis Agassiz, 2012
- Eoophyla euryxantha (Meyrick, 1936)
- Eoophyla evidens Li, You & Wang, 2003
- Eoophyla excentrica Mey & Speidel, 1999
- Eoophyla falcatalis (Snellen, 1901)
- Eoophyla flavifascialis (Hampson, 1917)
- Eoophyla fontis Speidel, 2003
- Eoophyla fusca Chen & Wu, 2019
- Eoophyla fuscicostalis (Rothschild, 1915)
- Eoophyla fusconebulalis (Marion, 1954)
- Eoophyla gephyrotis (Meyrick, 1897)
- Eoophyla gibbosalis (Guenée, 1854)
- Eoophyla goniophoralis (Hampson, 1906)
- Eoophyla grandifuscalis Agassiz, 2012
- Eoophyla guillermetorum (Viette, 1988)
- Eoophyla halialis (Walker, 1859)
- Eoophyla hauensteini Speidel & Mey, 1999
- Eoophyla hemicryptis (Meyrick, 1897)
- Eoophyla hemimelaena (Hampson, 1917)
- Eoophyla hemithermalis (Hampson, 1917)
- Eoophyla heptopis (Hampson, 1897)
- Eoophyla hirsuta (G. Semper, 1899)
- Eoophyla idiotis (Meyrick, 1894)
- Eoophyla inouei Yoshiyasu, 1979
- Eoophyla intensa (Rothschild, 1915)
- Eoophyla interopalis Agassiz, 2012
- Eoophyla junctiscriptalis (Hampson, 1897)
- Eoophyla kingstoni Agassiz, 2012
- Eoophyla latifascia Munroe, 1959
- Eoophyla latifascialis (Snellen, 1876)
- Eoophyla latipennis Munroe, 1959
- Eoophyla leiokellula Chen & Wu, 2019
- Eoophyla leroii (Strand, 1915)
- Eoophyla leucostola (Hampson, 1917)
- Eoophyla leucostrialis (Hampson, 1906)
- Eoophyla leytensis Speidel, 2003
- Eoophyla limalis (Viette, 1957)
- Eoophyla litoralis Speidel, 2003
- Eoophyla liwaguensis Mey, 2009
- Eoophyla longiplagialis (Hampson, 1917)
- Eoophyla mediofascialis (Hampson, 1917)
- Eoophyla melanops (Hampson, 1896)
- Eoophyla menglensis Li, An, Li & Liu, 1995
- Eoophyla mesoscialis (Hampson, 1917)
- Eoophyla metallosticha (Turner, 1939)
- Eoophyla metataxalis (Hampson, 1906)
- Eoophyla metazonalis (Hampson, 1917)
- Eoophyla metriodora (Meyrick, 1897)
- Eoophyla mimeticalis (Caradja, 1925)
- Eoophyla mimicalis (Hampson, 1917)
- Eoophyla mindanensis Speidel, 1998
- Eoophyla minisigna Chen & Wu, 2019
- Eoophyla minita Chen & Wu, 2019
- Eoophyla montanalis Speidel, 2003
- Eoophyla mormodes (Meyrick, 1897)
- Eoophyla munroei Agassiz & Mey, 2011
- Eoophyla myanmarica Mey & Speidel, 2005
- Eoophyla nandinalis (Hampson, 1906)
- Eoophyla napoleoni Speidel, 2003
- Eoophyla naumanni Speidel, 2003
- Eoophyla nectalis (Snellen, 1876)
- Eoophyla nigerialis (Hampson, 1906)
- Eoophyla nigripilosa Yoshiyasu, 1987
- Eoophyla nigriplagialis (Hampson, 1917)
- Eoophyla nussi Speidel, 2003
- Eoophyla nyasalis (Hampson, 1917)
- Eoophyla nymphulalis (Hampson, 1906)
- Eoophyla obliquivitta (Hampson, 1917)
- Eoophyla ochripicta (Moore, 1888)
- Eoophyla orphninalis Pagenstecher, 1886
- Eoophyla ovomaculalis (Rothschild, 1915)
- Eoophyla palleuca (Hampson, 1906)
- Eoophyla parapomasalis (Hampson, 1897)
- Eoophyla pentopalis (Hampson, 1906)
- Eoophyla pentopalis (Hampson, 1906)
- Eoophyla peribocalis (Walker, 1859)
- Eoophyla persimilis Munroe, 1959
- Eoophyla pervenustalis (Hampson, 1897)
- Eoophyla philippinensis Speidel, 1998
- Eoophyla piscatorum Agassiz, 2012
- Eoophyla platyxantha Agassiz, 2012
- Eoophyla plicatalis (Walker, 1866)
- Eoophyla polydora (Meyrick, 1897)
- Eoophyla postbasalis (Rothschild, 1915)
- Eoophyla praestabilis Pagenstecher, 1886
- Eoophyla principensis Agassiz, 2012
- Eoophyla profalcatalis Jaenicke & Mey, 2011
- Eoophyla promiscuata Jaenicke & Mey, 2011
- Eoophyla pulchralis (Rothschild, 1915)
- Eoophyla pulchralis Speidel, 2003
- Eoophyla quadriplagiata (Hampson, 1917)
- Eoophyla quezonensis Speidel, 2003
- Eoophyla quinqualis (Snellen, 1892)
- Eoophyla reunionalis (Viette, 1988)
- Eoophyla richteri Speidel, 2003
- Eoophyla rufocastanea (Rothschild, 1915)
- Eoophyla ruwenzoriensis Agassiz, 2012
- Eoophyla saturatalis (Snellen, 1890)
- Eoophyla schintlmeisteri Speidel, 2003
- Eoophyla scioxantha (Meyrick, 1937)
- Eoophyla sejunctalis (Snellen, 1876)
- Eoophyla siennata (Warren, 1896)
- Eoophyla silvicola Jaenicke & Mey, 2011
- Eoophyla similis (Rothschild, 1915)
- Eoophyla simplex (West, 1931)
- Eoophyla simplicialis (Snellen, 1876)
- Eoophyla sinensis (Hampson, 1897)
- Eoophyla snelleni Sauber, 1902
- Eoophyla stepheni Agassiz, 2012
- Eoophyla stresemanni (Rothschild, 1915)
- Eoophyla sumatroceratucha Jaenicke & Mey, 2011
- Eoophyla sylvicola Jaenicke & Mey, 2011
- Eoophyla tanzanica Agassiz, 2012
- Eoophyla tenuisa Chen & Wu, 2019
- Eoophyla tetropalis (Hampson, 1906)
- Eoophyla thaiensis Yoshiyasu, 1987
- Eoophyla thermichrysia (Hampson, 1917)
- Eoophyla thomasi Munroe, 1959
- Eoophyla trichoceralis (Hampson, 1897)
- Eoophyla trichostylalis (Hampson, 1897)
- Eoophyla triplaga (Lower, 1903)
- Eoophyla tripletale (Hampson, 1897)
- Eoophyla tripunctalis (Snellen, 1872)
- Eoophyla uniplagialis (Rothschild, 1915)
- Eoophyla waigaoalis Swinhoe, 1900
- Eoophyla wollastoni (Rothschild, 1915)
- Eoophyla yeni Speidel, 2003